# إيرما كريستنسون
إيرما كريستنسون (بالسويدية: Irma Christenson) هي ممثلة سويدية، ولدت في 14 يناير 1915 في السويد، وتوفيت بنفس المكان في 21 فبراير 1993. من الجوائز التي نالتها جائزة أوجين أونيل ‏ سنة 1980.

## أعمال

### أفلام
- (1948) السجن

## جوائز
- جائزة أوجين أونيل [الإنجليزية]‏
- ميدالية الآداب والفنون [الإنجليزية]‏ (1980)

## وصلات خارجية
- إيرما كريستنسون على موقع IMDb (الإنجليزية)
- إيرما كريستنسون على موقع ألو سيني (الفرنسية)
- إيرما كريستنسون على موقع قاعدة بيانات برودواي على الإنترنت (الإنجليزية)
- إيرما كريستنسون على موقع قاعدة بيانات الأفلام السويدية (السويدية)
- إيرما كريستنسون على موقع قاعدة بيانات الفيلم (الإنجليزية)